# أسطورة حارس الكهف
 أسطورة حارس الكهف هي الرواية رقم 7 من سلسلة ما وراء الطبيعة التي تصدرها المؤسسة العربية الحديثة ضمن روايات مصرية للجيب للكاتب أحمد خالد توفيق تعد السلسلة أول سلسلة روايات عربية في أدب الرعب.

## أحداث الرواية
يكون رفعت إسماعيل في زيارة إلى ليبيا وهناك تعرف على مهندس ليبي يدعى محمود، وانضم لهم بروفسور إيطالي يدعى باولو جيرالدى، وأقترح عليهما رحلة إلى كهوف تسيلي فوافقا على القيام بهذه الرحلة، وقررا الذهاب بواسطة الطائرة، ولكن الطائرة تسقط بهم ليضيعوا في الصحراء.
لتنقذهم قافلة من التبو ويعرض عليهم البروفسور سبيكة من الذهب في مقابل توصيلهم إلى كهوف تسيلي، فيوافقون وينجحون في ذلك ويدخلون كل الكهوف ما عدا كهف يمنعم التبو من دخلوه، ولكن البروفسور يصر على دخوله بعد نوم التبو، ويجدون بعد ذلك جثة أحمد - الطيار - ثم يقرر التبو الرحيل لأنهم أطلقوا لعنة حارس الكهف أو العساس الذي يحرس الكهف وهو مدخل الذين يعيشون تحت الأرض.
في البداية يرحل معهم رفعت ثم يعود لينقذ محمود وباولو اللذان بقيا لمعرفة سر ما يحدث، ولكن العساس يقوم بقتل باولو ومحمود فيعرف رفعت أن دوره قد حان، ولكنه يقوم بأعداد العدة لقتله وعندما يأتي العساس يحاول رفعت قتله باستخدام الديناميت ثم الرصاص، ولكنه يفشل في ذلك فيقوم بجذبه إلى فخ من الرمال المتحركة، وينجح في قتل العساس ولكنه يظل حبيس الرمال المتحركة إلى أن يأتي كريم وينقذه منها, ليخبره كريم - على الرغم أنه غرق في بحر الرمال - أنه سيعود لأن هناك أخرون.

## أبطال الرواية
- رفعت إسماعيل : طبيب أمراض الدم والأستاذ الجامعي الكهل المقيم بالقاهرة، نحيل، أصلع، ذو عوينات، يعاني من كتيبة من الأمراض منها على سبيل المثال لا الحصر : القرحة المعدية، ضيق الشرايين، الربو الشعبي، التهاب الرئة، آلام المفاصل، قلق، متشائم، نحس يقع في المصائب.
- محمود : مهندس ليبى تعرف عليه رفعت في ليبيا، وذهب معه في الرحلة التي قاموا بها إلى كهوف تسيلي، ويقتل في النهاية على يد العساس.
- باولو جيرالدى : بروفسور إيطالي أقترح القيام بهذه الرحلة إلى كهوف تسيلي، وهو الذي أقترح دخول الكهف المحظور، ويقتل في النهاية على يد العساس.
- كريم : هو قائد قافلة من التبو الذين يرافقونهم إلى كهوف تسيلي، والذي ينقذ رفعت في النهاية.